# Ett hål till livet
Ett hål till livet är en diktsamling av Ulf Stark, den gavs ut 1964, då han var 19 år gammal. Ett hål till livet är Starks debutverk.